# Alexis Jordan (botanik)
Claude Thomas Alexis Jordan (ur. 29 października 1814 w Lyonie, zm. 7 lutego 1897 tamże) – botanik francuski, przedstawiciel taksonomii eksperymentalnej. Od jego nazwiska pochodzi termin „jordanon” (drobny gatunek roślinny).

## Życiorys i prace badawcze
Od 1845 członek Towarzystwa Linneuszowskiego w Lyonie. Pod wpływem botanika Marca-Antoine'a Timeroy rozpoczął badania systematyczne nad roślinami. Celem prowadzenia prac eksperymentalnych, mających wykazać niezmienność cech wyróżnianych gatunków, założył ogród w Villeurbanne, w którym uprawiał około 60 000 jordanonów. Odbywał też liczne wycieczki herboryzacyjne, głównie na południu Francji.
W 1850 wybrany na członka Lyońskiej Akademii Nauk, Literatury i Sztuk.
Po śmierci współpracownika Julesa Fourreau, który zginął podczas wojny francusko-pruskiej, Jordan wycofał się z aktywnego życia i, mimo prowadzenia badań aż do śmierci, po 1873 nie opublikował już żadnej pracy. W 1876 organizatorzy nadzwyczajnego posiedzenia Francuskiego Towarzystwa Botanicznego otrzymali pozwolenie na zwiedzenie ogrodu eksperymentalnego Jordana, ale uczony powierzył oprowadzanie zarządcy ogrodu, a sam nie spotkał się z gośćmi.
Po śmierci Jordana jego zielnik (ok. 400 000 okazów) uległ częściowemu rozproszeniu, a częściowo został złożony na Lyońskim Uniwersytecie Katolickim; ta część od 2007 jest zdeponowana w Zielniku Uniwersytetu Lyon 1.

## Znaczenie Jordana w historii nauki
Alexis Jordan był zdania, że wiele gatunków linneuszowskich (linneonów), odznaczających się zmiennością wewnątrzgatunkową, należy podzielić na drobne i stałe jednostki (nazwane później jordanonami), co było związane z jego przeświadczeniem o stałości gatunków; ten ostatni pogląd odrzucono.
Sam Jordan wyróżnił ponad 1600 jordanonów. Botaników opisujących drobne gatunki określano jako przedstawicieli szkoły Jordanowskiej (czasem zwaną też „analityczną”) lub jordanizmu, choć metody ich prac często odbiegały od metody eksperymentalnej Jordana. Dotyczy to przede wszystkim Michela Gandogera, którego największe dzieło Flora Europae (27 tomów, 1883–1891), w którym opisano około 150 000 nowych gatunków, zostało wpisane na listę Opera utique oppressa (Dodatek VI ICN), czyli dla potrzeb nomenklatury botanicznej uznawane jest za nieopublikowane. Natomiast status ważnie opublikowanych jordanonów w obecnej systematyce botanicznej jest różny, z wyróżniania wielu zrezygnowano, natomiast inne są powszechnie uznawane (w randze gatunków lub podgatunków).
Metoda taksonomii eksperymentalnej, polegająca na hodowli roślin w kontrolowanych warunkach, była używana później na przykład przez szwedzkiego ekologa Göte Turessona, twórcę pojęcia ekotypu. Eksperymenty Jordana były też jednym ze źródeł inspiracji dla Hugona de Vriesa, którego prace doprowadziły m.in. do ponownego odkrycia zapomnianych praw dziedziczenia Mendla.

## Upamiętnienie
Na cześć Jordana nazwano rodzaj Jordania Boiss. & Heldr. z rodziny goździkowatych (Caryophyllaceae), uznawany za synonim rodzaju łyszczec (Gypsophila L.), oraz kilka gatunków, np. marzankę Asperula jordanii E.P.Perrier & Songeon ex Nyman.
W grudniu 1997 w Lyonie odbyła się konferencja naukowa z okazji stulecia śmierci Jordana.

## Wybrane publikacje
- Observations sur plusieurs plantes nouvelles, rares ou critiques de la France (1846–1849)[25]
- Diagnoses d'espèces nouvelles ou méconnues, pour servir de matériaux à une flore réformée de la France et des contrées voisines (1864)[26]
- Icones ad floram Europae novo fundamento instaurandam spectantes (tom 1 – A. Jordan & J. Fourreau 1866–1868[27]; tom 2 – A. Jordan & J. Fourreau 1869–1903[28];  tom 3 – A. Jordan 1903[29])